# 瓦爾德里塔峰

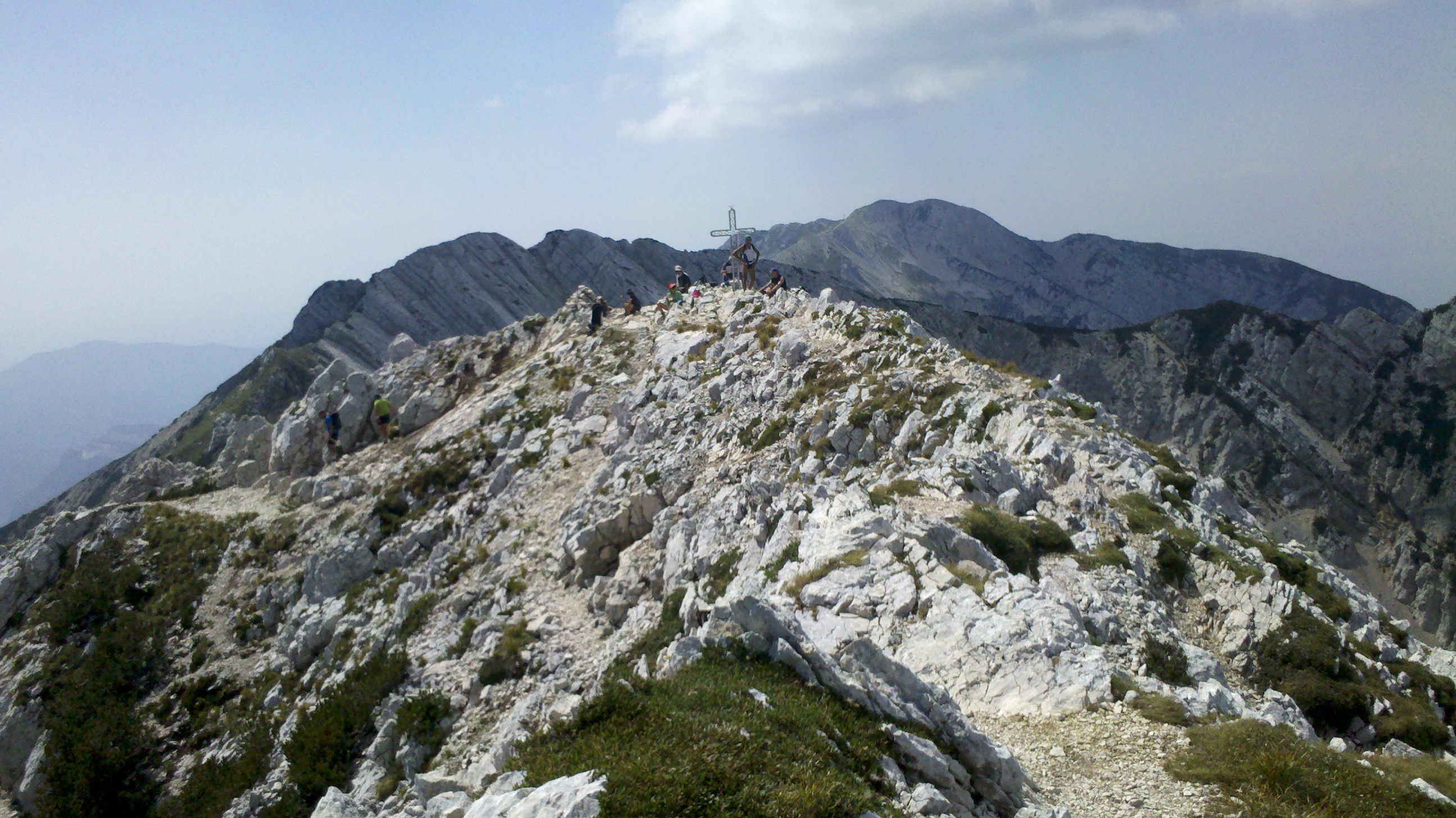

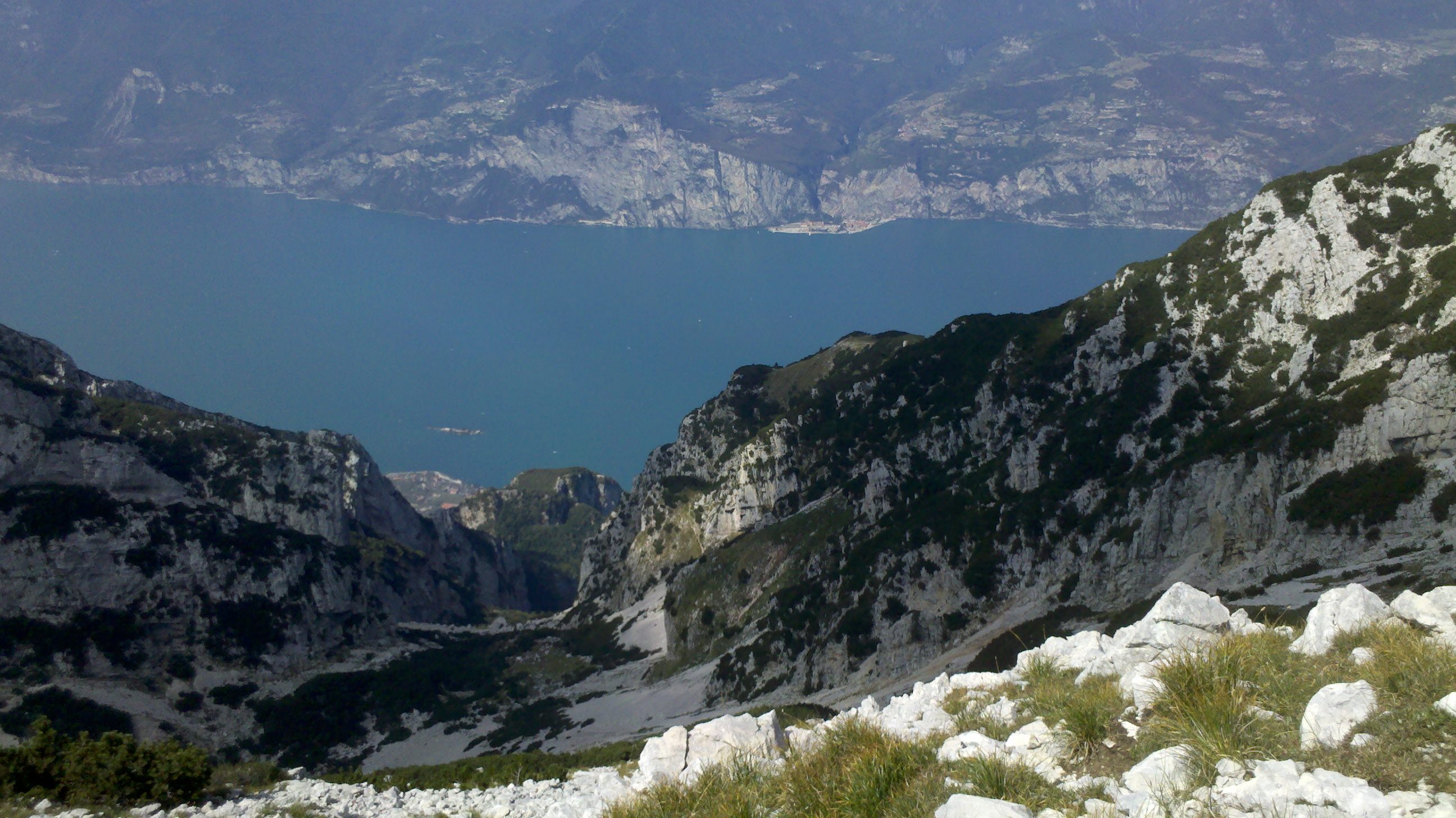

45°43′35″N 10°50′38″E / 45.72639°N 10.84389°E
瓦爾德里塔峰（義大利語：Cima Valdritta），是意大利的山峰，位於該國東北部，由特倫托自治省和維羅納省負責管轄，屬於加達山脈的一部分，海拔高度2,218米。